# HD 36041
HD 36041 är en ensam stjärna belägen i den mellersta delen av stjärnbilden Kusken. Den har en skenbar magnitud av ca 6,37 och är mycket svagt synlig för blotta ögat där ljusföroreningar ej förekommer. Baserat på parallaxmätning inom Hipparcosuppdraget på ca 5,7 mas, beräknas den befinna sig på ett avstånd på ca 570 ljusår (ca 180 parsek) från solen. Den rör sig bort från solen med en heliocentrisk radialhastighet på ca 12 km/s.

## Egenskaper
HD 36041 är en gul till vit jättestjärna av spektralklass G9 III. Den har en radie som är ca 12 solradier och har ca 86 gånger solens utstrålning av energi från dess fotosfär vid en effektiv temperatur av ca 5 000 K.